# HD 100546
HD 100546 – gwiazda typu Herbig Ae/Be położona w gwiazdozbiorze Muchy, odległa o ponad 337 lat świetlnych od Ziemi. Gwiazda posiada planetę HD 100546 b odkrytą w 2005 oraz odkrytego w 2013 kandydata na planetę pozasłoneczną będącą we wczesnym stadium powstawania.

## Charakterystyka fizyczna
Gwiazda znajduje się w odległości 337,3 lat świetlnych od Ziemi. Jej obserwowana wielkość gwiazdowa wynosi 6,7m, należy do typu widmowego B9Vne.

## Układ planetarny
W 2005 odkryto, że gwiazda posiada planetę, która otrzymała oznaczenie HD 100546 b. Planeta znajduje się w odległości 6,5 j.a. od gwiazdy, a jej masa wynosi około 20 mas Jowisza. Masa obiektu znajduje się na granicy pomiędzy gazowymi olbrzymami a brązowymi karłami.
W 2013 odkryto drugą planetę w tym układzie. Planeta znajduje się we wczesnej fazie powstawania, otoczona jest nadal gęstym obłokiem pyłowo-gazowym, z którego wcześniej powstała gwiazda. Obiekt znajduje się w odległości 70 j.a. od gwiazdy. Najprawdopodobniej jest to właśnie powstający gazowy olbrzym.
| Planeta | Masa   | Promień | Półoś wielka (AU) |
| ------- | ------ | ------- | ----------------- |
| b       | ~20 MJ | 6,9 RJ  | 6,5               |
| c       | –      | –       | 13,5              |